# Tomomi Fujimura
Pour les articles homonymes, voir Fujimura.
Tomomi Fujimura (藤村 智美, Fujimura Tomomi), née le 30 mai 1978, est une joueuse internationale de football japonaise.

## Biographie
Le 15 juin 1997, elle fait ses débuts dans l'équipe nationale japonaise contre la Chine. Elle compte 20 sélections et 1 buts en équipe nationale du Japon de 1997 à 2002.

## Statistiques
Le tableau ci-dessous présente les statistiques de Tomomi Fujimura en équipe nationale
| Équipe du Japon | Équipe du Japon | Équipe du Japon |
| Année           | Matchs          | Buts            |
| --------------- | --------------- | --------------- |
| 1997            | 1               | 0               |
| 1998            | 0               | 0               |
| 1999            | 6               | 0               |
| 2000            | 6               | 0               |
| 2001            | 4               | 1               |
| 2002            | 3               | 0               |
| Total           | 20              | 1               |

## Palmarès
- Finaliste de la Coupe d'Asie 2001